# Чемберджи, Валентина Николаевна
Валенти́на Никола́евна Чемберджи́ (род. 	11 марта 1936, Москва) — российский филолог, переводчица с древних и новых языков, литератор и мемуаристка. Дочь композиторов Николая Чемберджи и Зары Левиной.
Член Союза писателей СССР (с 1982).

## Биография
Дочь композиторов Зары Левиной и Николая Чемберджи.
Окончила отделение классической филологии филологического факультета МГУ (1958). Преподавала в Академии иностранных языков и Московском университете латинский и древнегреческий языки и историю романских языков. Опубликовала переводы на русский язык романа Ахилла Татия «Левкиппа и Клитофонт», «Похвалы родине» Лукиана из Самосаты, речи Цицерона, античные свидетельства о жизни Софокла и Менандра, а также переводы книг о музыке: писем и воспоминаний Сергея Рахманинова, Автобиографии Сергея Рахманинова, статей Стравинского, книги Леонарда Бернстайна «Музыка всем», автобиографической повести Вуди Гатри «Поезд мчится к славе» (совместно с В. В. Познером, 1968), «Авторизованной биографии „Битлз“» Хантера Дэвиса (также с В. В. Познером, 1990) и др. Вместе с И. И. Дорониной перевела также «Автобиографию» Агаты Кристи.
Собственные книги Чемберджи — «В путешествии со Святославом Рихтером», «В доме музыка жила», «О Рихтере его словами», «Истории Мнемозины» и др. — посвящены преимущественно музыке и музыкантам. Книга «XX век Лины Прокофьевой» (2008) представляет собой первое исследование биографии жены Сергея Прокофьева Лины Ивановны Прокофьевой. Книги о Рихтере и Лине Прокофьевой переведены на английский, французский, немецкий и испанский языки. Член Союза писателей СССР (1982). В 2012 году издательство "Астрель" опубликовало книгу В.Чемберджи «Собачья жизнь. Устар», повествующую о тех многочисленных и разнообразных событиях, которые определили судьбу, жизнь и творчество автора.

## Личная жизнь
- Первый муж — журналист и телеведущий Владимир Владимирович Познер.
  - Дочь — композитор и пианист Екатерина Чемберджи (род. 1960).
- Второй муж — математик Марк Самуилович Мельников (род. 1942), с 1989 года профессор Автономного университета Барселоны.
  - Сын — пианист Александр Мельников (род. 1973).

По словам российского византиниста С. А. Иванова, являлась его первым преподавателем латыни (индивидуальные занятия в школьные годы).

## Произведения
- «В путешествии со Святославом Рихтером». Москва, РИК «Культура», 1993. (Переведена на французский, финский и немецкий языки.)
- «Истории Мнемозины» «Разноцветные гаммы». Москва. Изд. «Присцельс», 1998.
- «В доме музыка жила». Москва, Изд. «Аграф», 2002.
- «О Рихтере его словами». Москва, Изд. «Аграф», 2004. (Переведена на итальянский язык.)
- «XX век Лины Прокофьевой». Москва, Изд. «Классика — XXI», 2008. (Переведена на испанский язык.)
- «Устар. Собачья жизнь». Москва, Изд. «Астрель», 2012.